# Klinken
Klinken ist ein Ortsteil der Gemeinde Lewitzrand im Landkreis Ludwigslust-Parchim in Mecklenburg-Vorpommern (Deutschland).

## Geografie und Verkehr
Der Ort befindet sich zehn Kilometer südlich von Crivitz und etwa 18 Kilometer westlich von Parchim. Er liegt in der flachen Lewitz-Landschaft nördlich der Müritz-Elde-Wasserstraße. Größtes Waldgebiet ist das Klinkener Holz südöstlich des Ortsteils. Größtes Fließgewässer ist der Klinkener Bach. Im Nordosten befindet sich das Naturschutzgebiet Klinker Plage mit dem Feuchtgebiet Klinkener Moor. In dessen Nachbarschaft liegt das Waldgebiet Seefelds Tannen und der Klinkener See.
Die Bundesautobahn 24 ist über die Anschlussstelle Neustadt-Glewe erreichbar (20 km). Klinken befindet sich südlich der Bundesstraße 321 und nördlich der B 191.
Zur bis zum 6. Juni 2009 eigenständigen Gemeinde Klinken gehörten die Ortsteile Klinken und Göthen.

## Geschichte
Klinken wurde im Jahr 1230 erstmals urkundlich erwähnt und wurde bis ins 16. Jh. Glineke genannt. Der Ortsname stammt vom slawischen glina für Lehm oder Ton ab, der auf die Lage des Dorfes auf einer Lehmschicht hindeutet.
Zeitgleich mit der Kommunalwahl am 7. Juni 2009 schlossen sich die ehemals eigenständigen Gemeinden Raduhn, Matzlow-Garwitz und Klinken zur neuen Gemeinde Lewitzrand zusammen.

## Sehenswürdigkeiten

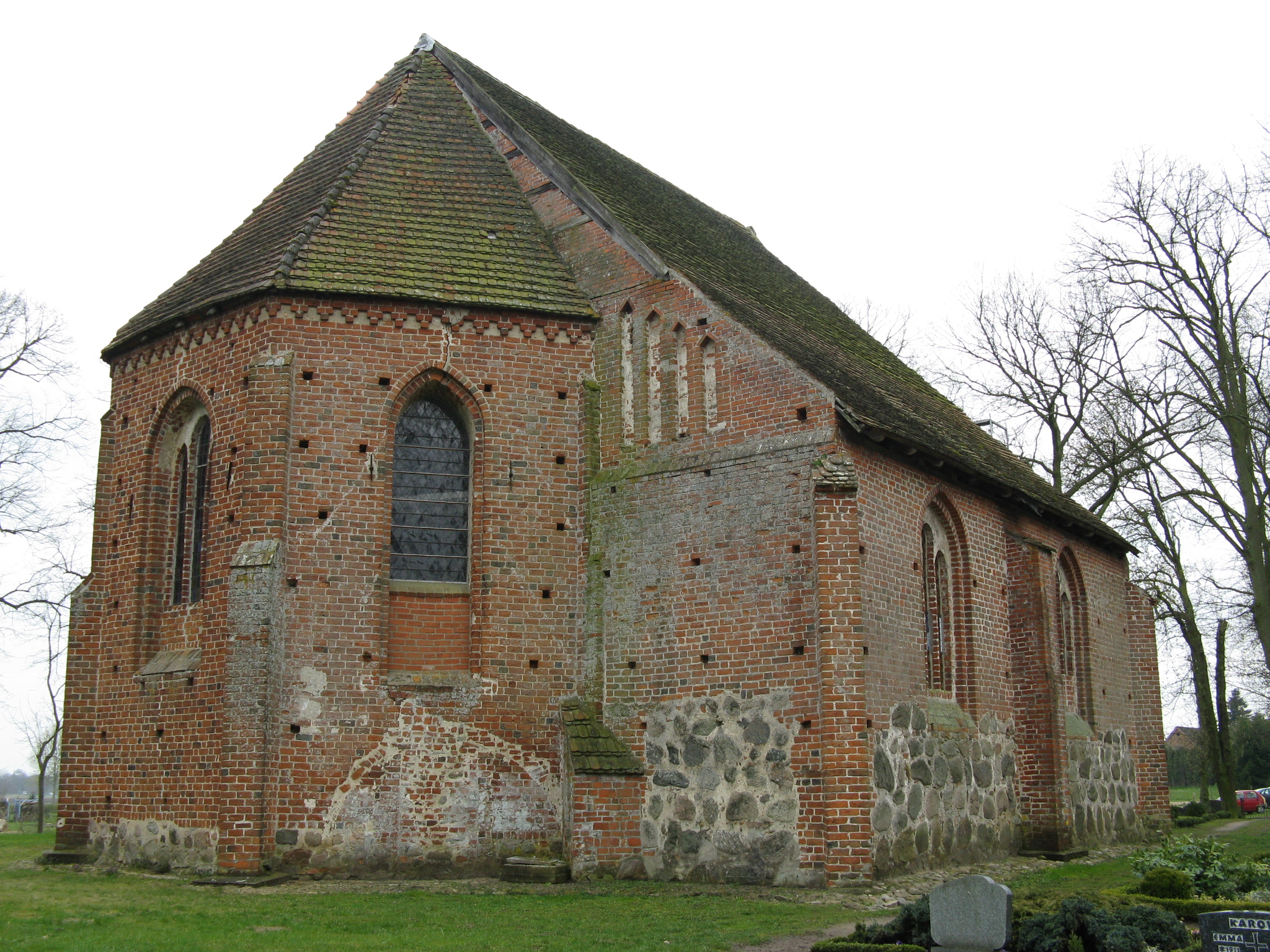
Dorfkirche Klinken

- gotische Backsteinkirche in Klinken
- Naturschutzgebiet Klinker Plage
- das Seemoor

## Söhne und Töchter des Ortes
- Gottfried Bierstedt (1853–1924), Jurist und Oberkirchenratspräsident
- Wolfgang Zessin (* 1948), deutscher Physiker, Zoologe und Politiker